# 大麻 (江別市)
大麻（おおあさ）とは、北海道江別市の大字。郵便番号は069-0845。人口は50人、世帯数は25世帯（2023年12月1日現在）。丁目の設定のない単独字名である。住居表示は全域で未実施。
また、本項では「字大麻」についても解説する。

## 地理
大麻は函館本線の北西側に位置する地域で、字内に野津幌川が横断している。また、字内に道道東雁来江別線、道道大麻東雁来線、道央自動車道、12丁目通、13丁目通、14丁目通、4番通など、多くの道路が存在する。

## 歴史

### 年表
- 1965年（昭和40年）
  - 2月20日 - 「字大麻」の一部が「大麻西町」・「大麻扇町」・「大麻沢町」・「大麻宮町」・「大麻中町」・「大麻高町」・「大麻東町」・「大麻園町」に町名地番変更[5]。

- 1968年（昭和43年）
  - 8月1日 - 「字大麻」を「大麻」に町名変更[5]。

- 1979年（昭和54年）
  - 4月1日 - 江別市立大麻東中学校が開校[6]。

- 1985年（昭和60年）
  - 4月1日 - 「大麻」の一部が「大麻元町」に町名地番変更[5]。

- 2006年（平成18年）
  - 10月7日 - 「大麻」の一部が「大麻桜木町」・「大麻ひかり町」に町名地番変更[5]。

### 町名の変遷
町名の変遷は以下の通りである。
| 実施後 | 実施年月日   | 実施前（各町名ともその一部） |
| ------ | ------------ | ---------------------------- |
| 大麻   | 1968年8月1日 | 字大麻                       |

## 世帯数と人口
2023年（令和5年）12月1日現在の世帯数と人口は以下の通りである。
| 町丁 | 世帯   | 人口 |
| ---- | ------ | ---- |
| 大麻 | 25世帯 | 50人 |
| 計   | 25世帯 | 50人 |

### 人口の変遷
国勢調査による人口の推移。
| 1995年（平成7年）  | 1,399人 | [ 7 ]  |  |
| 2000年（平成12年） | 1,608人 | [ 8 ]  |  |
| 2005年（平成17年） | 2,801人 | [ 9 ]  |  |
| 2010年（平成22年） | 65人    | [ 10 ] |  |
| 2015年（平成27年） | 57人    | [ 11 ] |  |
| 2020年（令和2年）  | 44人    | [ 12 ] |  |

### 世帯数の変遷
国勢調査による世帯数の推移。
| 1995年（平成7年）  | 467世帯 | [ 7 ]  |  |
| 2000年（平成12年） | 551世帯 | [ 8 ]  |  |
| 2005年（平成17年） | 972世帯 | [ 9 ]  |  |
| 2010年（平成22年） | 26世帯  | [ 10 ] |  |
| 2015年（平成27年） | 23世帯  | [ 11 ] |  |
| 2020年（令和2年）  | 17世帯  | [ 12 ] |  |

## 小・中学校の通学区
小・中学校の通学区は以下の通り。
| 町丁 | 字・番地 | 小学校       | 中学校       |
| ---- | --- | ------------ | ------------ |
| 大麻 | 429番地-432番地、434番地-445番地、514番地、1162番地-1163番地、1209番地                                                                                               | 対雁小学校   | 中央中学校   |
| 大麻 | 244番地-248番地、251番地、300番地-303番地、306番地-310番地、313番地-317番地、319番地、446番地-456番地、515番地-516番地、524番地-531番地、1119番地、1183番地-1186番地 | 大麻東小学校 | 大麻東中学校 |
| 大麻 | 688番地、690番地-699番地、711番地-712番地、754番地-762番地、811番地-816番地、866番地、868番地、1120番地-1121番地、1188番地、1219番地                                 | 大麻泉小学校 | 大麻東中学校 |
| 大麻 | 224番地、226番地-228番地、230番地-243番地、277番地-278番地、280番地-287番地、291番地-293番地、295番地-297番地、489番地、492番地-494番地、511番地、520番地            | 大麻西小学校 | 大麻中学校   |
| 大麻 | 対雁小学校、大麻東小学校、大麻西小学校、大麻泉小学校の通学区域を除く全域                                                                                             | 大麻小学校   | 大麻中学校   |

## 施設

### 公共・公的施設
- 江別市立大麻東中学校（大麻697-1）[14]

### 企業・店舗
- ジョイフルエーケー大麻店（大麻198-3）[15]

- セリア ジョイフルエーケー大麻店（大麻198-3）[16]
- ドトールコーヒー ジョイフルエーケー大麻店（大麻198-3）[17]
- どんぐり 大麻店（大麻213-2）[18]

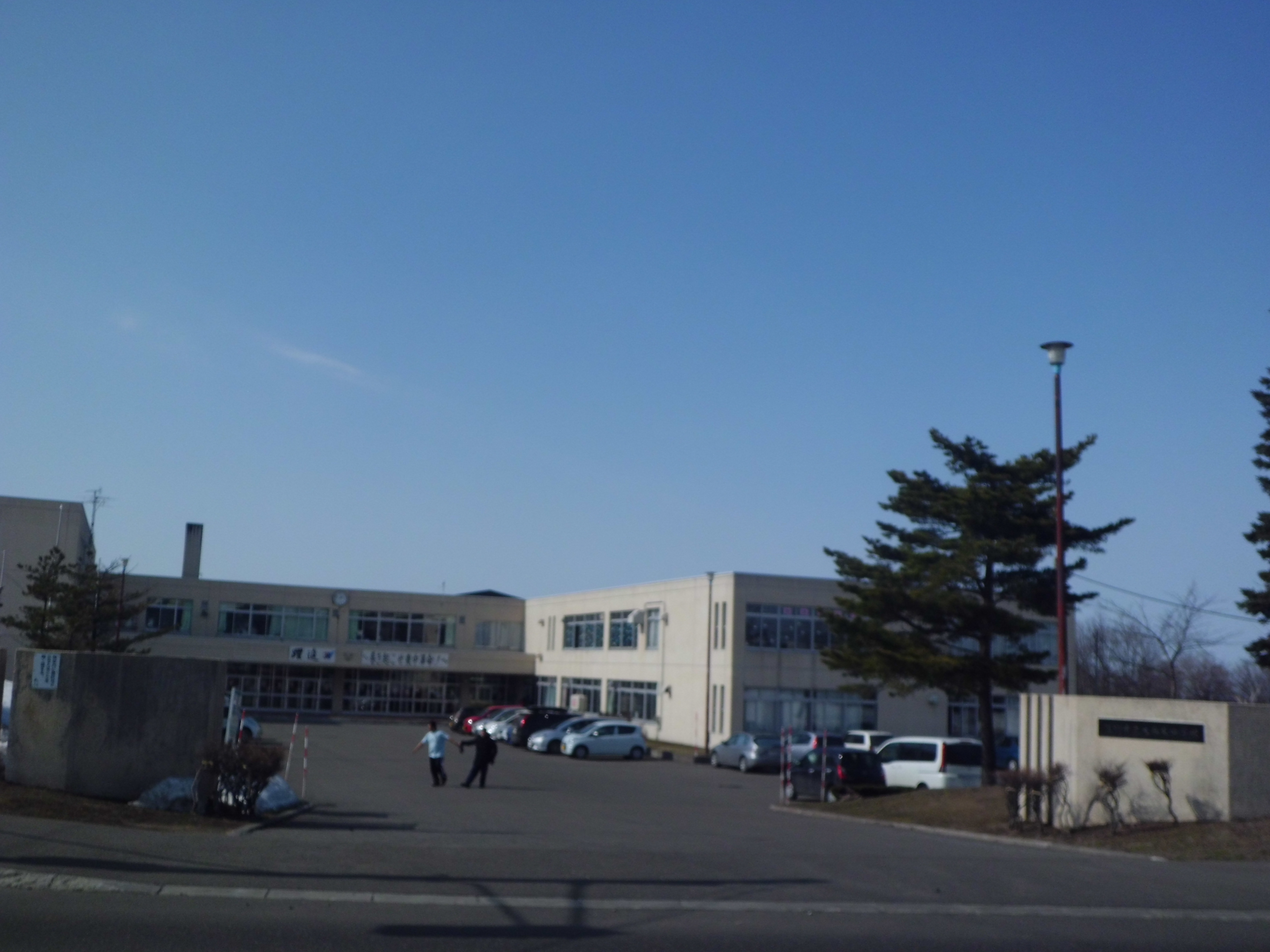
江別市立大麻東中学校

## 交通

### 鉄道
- 鉄道駅は町内には存在しない。

### バス
- 町内にジェイアール北海道バスの路線がある[19]。

### 道路
- 一般国道
  - 町内に一般国道は存在しない[20]。

- 一般道道
  - 北海道道626号東雁来江別線[20]
  - 北海道道864号大麻東雁来線[20]